# Lovesong
Lovesong (a volte chiamata Love Song) è una canzone del gruppo post-punk inglese The Cure pubblicata nel 1989 come terzo singolo estratto dall'album Disintegration.
Ottenne un considerevole successo negli Stati Uniti dove raggiunse il secondo posto nella Billboard Hot 100, unico brano del gruppo ad entrare nella top 10. Nel Regno Unito raggiunse solo il 18º posto.
La canzone è stato oggetto di numerose cover tra cui quelle del gruppo 311, pubblicata come singolo ed inserita nella colonna sonora di 50 volte il primo bacio, e della cantante Adele nell'album 21.

## Il brano
Scritta da Robert Smith come "regalo di nozze" per l'amata moglie Mary Poole, si tratta di una canzone d'amore dalla melodia accattivante venata da una certa malinconia. Come nel caso delle variazioni di titolo di In Between Days (altro brano dei Cure), non esiste una grafia universale per il titolo del brano, che viene spesso indicato come Lovesong oppure Love Song in diverse uscite ufficiali dei Cure. Il retro di copertina dell'edizione originale in vinile del 1989 di Disintegration utilizza Love Song mentre Lovesong appare nel foglio interno dei testi: la versione rimasterizzata del 2010 usa solo Lovesong come titolo della traccia. Quando venne pubblicata su singolo nel 1989, la copertina del singolo titolava la canzone Lovesong, mentre la scritta impressa sul disco stesso indica Love Song. I successivi album Paris e Galore utilizzano entrambi esclusivamente la dicitura Lovesong, mentre la raccolta di successi del 2001 Greatest Hits vede Lovesong nella lista delle tracce e Love Song nelle note interne. La compilation del 2004 Join the Dots: B-Sides & Rarities 1978–2001 utilizza anch'essa il titolo Lovesong.

## Tracce singolo

### 7" single - Fiction (FISC 30 - UK)
1. Lovesong - 3:24
2. 2 Late -  4:20

### 12" single
1. Lovesong (Extended Mix)
2. 2 Late
3. Fear of Ghosts

### CD single
1. Lovesong (Remix) - 3:24
2. Lovesong (Extended Remix) - 6:18
3. 2 Late
4. Fear of Ghosts

## Classifiche
| Classifica (1989)         | Posizione massima |
| ------------------------- | ----------------- |
| Australia                 | 60                |
| Belgio (Fiandre)          | 38                |
| Canada                    | 10                |
| Germania                  | 21                |
| Irlanda                   | 13                |
| Italia                    | 41                |
| Nuova Zelanda             | 39                |
| Paesi Bassi               | 48                |
| Regno Unito               | 18                |
| Stati Uniti               | 2                 |
| Stati Uniti (alternative) | 2                 |

## Cover
- JES in versione acustica
- The Brunettes per il tribute album Just Like Heaven - a tribute to The Cure del 2008.
- A Perfect Circle (in medley con Diary of a Madman)
- Good Charlotte
- The Deluxtone Rockets
- Jack Off Jill
- Snake River Conspiracy
- Azam Ali/Niyaz
- Ira Losco
- Death Cab for Cutie
- Anberlin
- Seafood su singolo nel 2007
- Fordirelifesake & Voltaire
- Tori Amos dal vivo in numerose occasioni
- Naimee Coleman nel suo album Bring Down The Moon del 2001
- Voltaire in versione acustica sull'album Then and Again.
- Captain durante una sessione dal vivo alla BBC Radio 2 con Dermot O'Leary
- The Big Pink per il tribute album Pictures of You: A Tribute to Godlike Geniuses The Cure[9]
- Nina Sky nell'EP The Other Side del 2010.
- Ira Losco sull'album acustico Unmasked.
- Adele nell'album 21 del 2011
- immi nell'album Switch.
- 311 nella colonna sonora del film 50 volte il primo bacio (2004)